# Edward Peeters
Edward Karel Peeters conosciuto con il diminutivo Ward (Boutersem, 29 luglio 1923 – Lovanio, 30 gennaio 2002) è stato un ciclista su strada belga.
Professionista dal 1945 al 1959, vinse la Schaal Sels nel 1949 e la Ronde van Limburg nel 1954.

## Carriera
Corridore adatto alle corse in linea, riuscì a ben destreggiarsi nelle classiche delle ardenne; in particolare seppe mettersi in mostra nella Freccia Vallone dove ottenne numerosi piazzamenti nei primi dieci e, come miglior risultato, un secondo posto nell'edizione del 1949, dietro Rik Van Steenbergen ma davanti a Fausto Coppi, in una volata a ranghi ristretti a cui parteciparono anche Pino Cerami e Marcel De Mulder. Nel 1950 fu settimo alla Liegi-Bastogne-Liegi.
Vinse complessivamente cinque tappe al Deutschland Tour e, nel 1951 (anno in cui giunse quinto nella classifica generale finale), anche la classifica scalatori; sempre nel 1951 fu secondo ai campionati belgi dietro a Lode Anthonis.
Nel 1954 corse in Italia sia la Milano-Sanremo, che concluse nel gruppo di testa che si giocò la vittoria che arrise a Van Steenbergen, sia, con la maglia della Nazionale belga, il Giro d'Italia. Fu la sua prima ed unica partecipazione ad un Grande giro; non terminò la manifestazione, e il suo miglior risultato di tappa fu il terzo posto nella sesta tappa la celebre Napoli-L'Aquila, famosa per la "fuga bidone" che consacrò alla vittoria, ed alla storia, della corsa rosa il semi-sconosciuto Carlo Clerici.
Nelle prove a tappe non ottenne invece piazzamenti importanti. Oltre al già menzionato quinto posto nel Deutschland Tour 1951 va ricordato il decimo posto al Tour de Suisse 1949, e tre piazzamenti nei primi dieci della classifica generale finale al Giro del Belgio: nel 1953, 1955 e 1956.
Numerosi sono stati i suoi successi nei criterium e nelle kermesse che sono soliti organizzarsi nelle città del Belgio. Si ritirò dal professionismo nel 1959.

## Palmarès
- 1949 (Garin, Van Hauwaert, Mondia, cinque vittorie)

Schaal Sels
Bruxelles-Bost
7ª tappa Tour de Suisse (Berna > Basilea)
5ª tappa Tour de Belgique (Mons > Bruxelles)
1ª tappa Dwars door België (Waregem > Geek)
- 1950 (Garin, Van Hauwaert, Express, tre vittorie)

Bruxelles-Bost
Bruxelles-Erps-Kwerps
12ª tappa Deutschland Tour (Bad Reichenhall > Ratisbona)
- 1951 (Garin, Van Hauwaert, Rabeneick, tre vittorie)

1ª tappa Deutschland Tour (Hannover > Bielefeld)
4ª tappa Deutschland Tour (Bonn > Mannheim)
11ª tappa Deutschland Tour (Rosenheim > Norimberga)
- 1952 (Garin, Van Hauwaert, Bismarck, una vittoria)

12ª tappa Deutschland Tour (Norimberga > Francoforte sul Meno)
- 1954 (Peugeot, una vittoria)

Ronde van Limburg

### Altri successi
- 1945 (Individuale)

Circuit Dinantais - Criterium di Dinant
Criterium di Kontich
- 1946 (Garin)

Criterium di Beersel
Criterium di Bruxelles
- 1947 (Garin)

1ª tappa, 1ª semitappa Grand Prix des Routiers - Grand Prix (Westerlo > Bosvoorde, cronosquadre)
Grand Prix Bruxelles - Neder-Over-Heembeek Criterium
Criterium di Herve
- 1948 (Garin)

Criterium di Berlaar
- 1949 (Garin, Van Hauwaert)

Criterium di Boutersem
Criterium di Zwartberg
- 1950 (Garin, Express, Van Hauwaert)

Kermesse di Welles
- 1951 (Garin, Van Hauwaer)

Classifica scalatori Deutschland Tour
Criterium di Boutersem
Criterium di Sint-Joris-Weert
Criterium di Tienen
Halse Pijl - Kermesse di Halse
Kermesse di Tirlemont
Kermesse di Mere
- 1952 (Garin, Van Hauwaert)

Grand Prix Printanier - Criterium di Racour
Halse Pijl - Kermesse di Halse
- 1954 (Peugeot)

Criterium di Boortmeerbeek
Kermesse di Melsele
- 1956 (Elvé)

Criterium di Kumtich

## Piazzamenti

### Grandi Giri
- Giro d'Italia

1954: ritirato

### Classiche monumento
- Milano-Sanremo

1954: 13º
- Giro delle Fiandre

1941: 18º
1944: 32º
1945: 12º
1949: 25º
1954: 34º
- Parigi-Roubaix

1951: 54º
- Liegi-Bastogne-Liegi

1946: 28º
1949: 13º
1950: 7º